# ریشه‌یابی اندروید

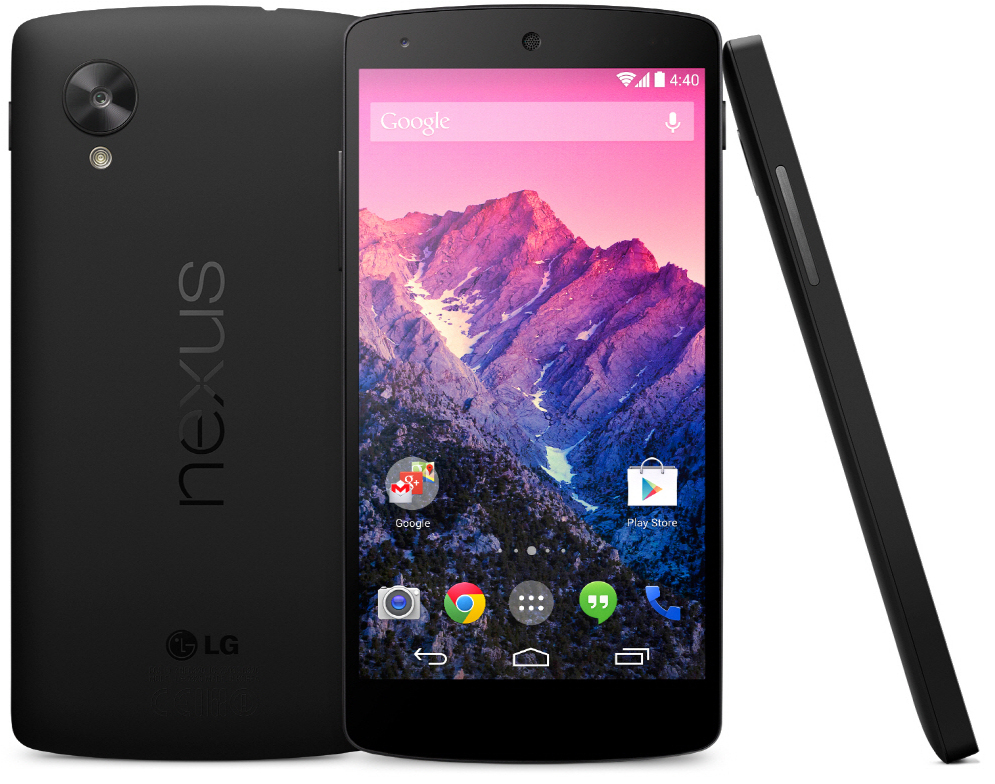
تلفن‌هایی چون نکسوس ۵، بخشی از سری‌های گوگل نکسوس، اجازه دسترسی ریشه‌ای را می‌دهد.

ریشه‌یابی (به انگلیسی: Android rooting) یا روت‌کردن اندروید، ویژهٔ تلفن‌هایی می‌باشد که سیستم‌عامل اندروید روی آن‌ها نصب است.
عملیات ریشه‌یابی، دستیابی به تمامی تنظیمات و دسترسی به پرونده‌های پنهان‌شده دستگاهی که توسط کارخانهٔ سازنده طراحی و قفل گذاری شده‌است می‌باشد.
تا کاربر،گوشی را دچار باگ و یا مشکل نکند.
دسترسی به ریشه یا روت در بِرَندهای تلفن همراه و نسخه اندروید متفاوت می‌باشد.
کاربران با ریشه‌یابی می‌توانند دسترسی به قسمت‌هایی از گوشی و سیستم‌عامل را داشته باشند و کارکردهای جدید و بیشتری روی آن اجرا کنند.توسعه دهندگان برای دسترسی به پرونده‌های سیستمی اندروید نیاز به دسترسی روت دارند. 
در ضمن برخی از نرم‌افزارهای کارآمد که کاربران حرفه‌ای با آن کار می‌کنند، برای نصب نیاز به اندروید روت‌شده دارند، چون آن نرم‌افزارها دسترسی بیشتری را نسبت به نرم‌افزارهای معمولی نیاز دارند هستند. 

## مزایا و معایب ریشه‌یابی (ROOT)
- مزایای روت (root)
- - کنترل کامل روی گوشی.
  - نصب ماژول Xposed و تغییر بعضی از عملکردها
  - حذف برنامه‌های سیستم
  - تنظیم پردازنده (CPU) برای عملکرد بهتر
  - نصب برنامه‌هایی که برای گوشی‌های روت شده ساخته شده‌اند.
  - حالت ریکاوری برای انجام کارهای تخصصی.
  - تغییر تصویر بوت گوشی.
  - نصب نسخه اندروید دلخواه و کاستوم رام.
  - فیلم‌برداری از صفحه نمایش برای اندروید پایین‌تر از پنج
  - تغییر رزولوشن صفحه گوشی
  - نصب خودکار برنامه‌ها (در کافه بازار و مایکت و...)
  - استفاده از اپلیکیشن‌هایی که برای کارایی نیاز به دسترسی به پرونده‌های سیستمی دارند؛ مانند برنامه‌های محبوبی چون Titanium Backup, Root Explorer …
  - به شما اجازه می‌دهد تا انتخاب کنید کدام برنامه به روت دسترسی داشته باشد (ابر کاربر: SuperSu)
  - تهیهٔ پشتیبان از برنامه‌های گوشی : می‌توانید یک پوشه روی کارت حافظهٔ خود بسازید و پروندهٔ apk برنامه‌هایی که نصب کرده‌اید را در آن کپی کنید.
  - تغییر محل نصب برنامه‌ها به کارت حافظه و جا پیدا کردن حافظه گوشی.
  - اورکلاک‌کردن با دسترسی کامل بر روی سخت‌افزار گوشی
  - تغییر دادن پروندهٔ سیستمی build.prop برای اعمال تغییرات مفید در دستگاه
  - استفاده از نرم‌افزارهای کرک مثل :
  - Game Guardian .1
  - APK Editor . 2
  - Lucky Patcher . 3
  - Jasi Patcher . 4
  - Cheat Droid Pro . 5
  - SB Game Hacker . 6
  - Cree Hack . 7
  - Leo Play Card . 8
  - افزایش سرعت دستگاه اندرویدی و افزایش عمر باتری: برنامه‌های زیادی برای افزایش سرعت و بالارفتن عمر باتری طراحی و تولید شده‌اند که بیشتر آن‌ها در دستگاه‌های روت‌شده قابل اجرا هستند مانند برنامهٔ های :
  - L Speed . 1
  - Greenify . 2
  - Root Master . 3
  - Root Booster Pro . 4
- معایب روت  (root)
- بخش به‌روزرسانی اندروید گوشی ،OTAشما غیرفعال خواهد شد
- ضمانت‌نامهٔ گوشی باطل می‌شود البته با آنروت کردن درست می شود.
- عدم کارکرد با اپلیکیشن‌های بانکی، یا googles android pay
- در صورت مراقب نبودن از گوشی خود ممکن است بریک یا ویروسی شود.
- حداقل باید یک آنتی ویروس قوی داشته باشید
- مثل (بهترین آنتی ویروس های اندروید)
- Kaspersky .1
- ESET .2
- Avira .3
- Avast .4
- به‌دلیل دسترسی آزاد برنامه‌ها به پرونده‌هایی سیستمی، ممکن است برنامه‌های غیر استاندارد به دستگاه شما آسیب بزنند؛ بنابراین اگر روت کردید، برنامه‌هایی را نصب کنید که شناخته‌شده اند و از منابع مطمئن هستند

## بررسی‌کردن روت
برای بررسی روت‌بودن گوشی خود، می‌توانید از برنامه‌
Root Checker Advanced Premium
استفاده کنید.

برای آنروت کردن گوشی اندرویدی خود می توانید از سایت زیر استفاده کنید.
1. ↑  «نسخه آرشیو شده». بایگانی‌شده از اصلی در ۸ اوت ۲۰۱۵. دریافت‌شده در ۲۷ ژوئیه ۲۰۱۵.